# 電通ヤング・アンド・ルビカム
電通ヤング・アンド・ルビカム株式会社（でんつうヤング・アンド・ルビカム、Dentsu Young & Rubicam Inc.）は、かつて存在した日本の広告会社。1981年（昭和56年）にアメリカ合衆国の広告代理店「ヤング・アンド・ルビカム」と日本の広告代理店「電通」が合弁事業として設立した企業であり、2018年5月1日をもって電通100%出資の”電通イースリー：Dentsu e3 Inc.”（でんつういーすりー）に改編された。
日本におけるオフィシャルプロバイダーとして、ショッパーマーケティング（購買者調査）に基づく世界最大のブランドデータベースBrandAsset Valuator（略称BAV）を有する。また、小規模の代理店ながら、カンヌホルダーが複数名在籍していた。

## 概要
メディアバイイング、ストラテジックプランニング、セールスプロモーション、デジタルソリューション、クリエーティブ、PR、ショッパーマーケティング等の総合広告代理店。

## 沿革
1963年（昭和38年）4月
吉田秀雄の外資系広告主獲得の計画に沿って、株式会社電通の100%子会社として、株式会社JIMA（ジャパン・インターナショナル・マーケティング・アンド・アドバタイジング）が、設立される。（1973年〈昭和48年〉にJIMA電通と社名変更）
1972年（昭和47年）5月
アメリカ合衆国のヤング･アンド･ルビカム･インクの日本法人として、ヤング･アンド･ルビカム株式会社が設立される。
1981年（昭和56年）11月
JIMA電通とヤング・アンド･ルビカムが合併し、電通ヤング･アンド･ルビカム株式会社として発足。
1993年（平成5年）
アメリカ、日本でブランド診断ツール BAV（Brand Asset Valuator）調査スタート。
1993年（平成5年）6月
カンヌ国際広告祭（現・カンヌライオンズ 国際クリエイティビティ・フェスティバル）にて、ニッカウヰスキー「魚図鑑」でポスター部門ブロンズ受賞。
翌年、フィルム部門シルバー受賞。
1996年（平成8年）6月
カンヌ国際広告祭にて、ボルボ・カーズ・ジャパン「安全ピン」でポスター部門グランプリ、プレス部門ゴールド受賞。
2007年（平成19年）6月
カンヌ国際広告祭にて、ザ・ノース・フェイス「NO PAIN, NO GAIN」でプロモライオン受賞。
2011年（平成23年）6月
カンヌライオンズ 国際クリエイティビティ・フェスティバルにて、ドール・ジャパン「東京マラソン専用バナナ」でPR部門ブロンズ受賞。
2015年（平成27年）
日本でBAV（Brand Asset Valuator）最新調査を実施。
2016年（平成28年）6月
カンヌライオンズ 国際クリエイティビティ・フェスティバルにて、中外製薬「母の口紅」でヘルス部門ブロンズ獲得。
2017年（平成29年）6月
カンヌライオンズ　国際クリエイティビティ・フェスティバルにて、リクルートライフスタイル「The Family Way」でモバイル部門グランプリ、ゴールド、シルバー、グラス部門で日本初の受賞となるブロンズ、計4つのライオンを受賞。
2018年（平成30年）5月
電通100%出資の”電通イースリー”（でんつういーすりー）に改編。WPP資本であるヤング・アンド・ルビカムの資本と暖簾は、これを機に消滅。
2019年（平成31年）4月
電通イースリーは、電通東日本と事業統合。事業および社員は移籍となった。
2020年（令和2年）7月
事業および社員が電通東日本に統合された電通イースリーは、事実上のペーパーカンパニーとなったが、株式会社電通メディアランウェイに吸収合併。これにより法人格は同社が受け継ぎ、新規で取得困難とされる取引口座が必要なテレビをはじめとする媒体を直接バイイングするケイパビリティを備えることとなった。（2021年4月に商号を「電通メディアランウェイ」から「電通ランウェイ」に変更）

## 通称
電通ヤング・アンド・ルビカム株式会社は、英語ではDY&R、日本オフィスを指す場合はDentsu Y&R Tokyoのように記載されることが一般的であった。日本語での呼称は、電通Y&R(でんつうワイアール)、DY&R(ディーワイアール)。単にY&R(ワイアール)とされることもあった。

## 海外ネットワーク
世界90カ国以上にまたがるグローバルネットワークを有する。
領域は、海外市場での購買者調査、インサイト分析。世界最大級のブランドのデータベースであるBAVに基づくグローバルレベルでのブランド診断、ブランディングの提案。海外のクリエイターを活用したアイデア開発、制作作業など。

## 関連会社
主にヤング・アンド・ルビカム系の子会社と、電通との合弁会社、電通及びそのグループ会社の3パターンがある。
電通Y&R合弁系
- 電通ワンダーマン（2018年5月1日付けで電通が株式を取得、電通ダイレクトソリューションズに改編後、2018年8月1日付で株式会社電通ダイレクトマーケティングに合併）
- 電通サドラー・アンド・ヘネシー（2018年5月1日付けでWWPが株式を取得、サドラー・ジャパン株式会社に移行、2020年9月17日付で、VMLY&Rx TOKYOに社名変更）
- Dentsu, Y&R: 環太平洋地域を中心に展開している合弁会社。電通ヤング・アンド・ルビカム（東京）との直接的関わりは薄い。（2018年5月1日付けでWWPが株式を取得、電通グループから離脱する）

Y&R系
- ワンダーマン
- バーソン・マーステラ
- BAV Consulting（日本法人はないがデータベースを利用）
- Labstore（日本法人はないが電通ヤング・アンド・ルビカム内にショッパーマーケティング室がある）

電通系
- 電通#電通グループ